# 28号弗吉尼亚州州道
維吉尼亞州28號公路（Virginia State Highway 28）是為美國維吉尼亞州的重要公路之一，途經勞頓郡，Fairfax郡，威廉王子郡等。全長79公里。1920年建立。

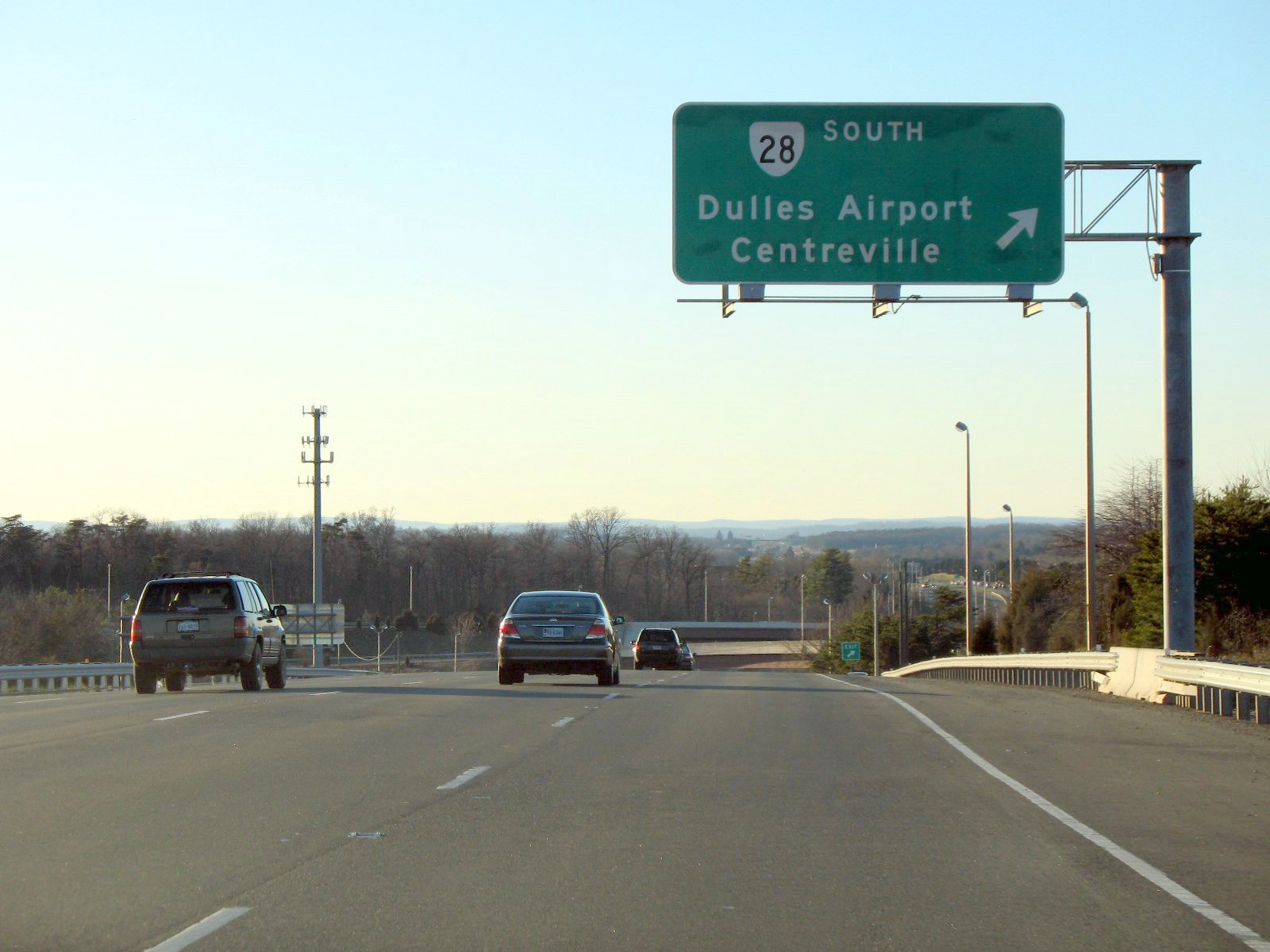
公路的北端